# Helden der Nacht – We Own the Night
Helden der Nacht – We Own the Night ist ein US-amerikanisches Filmdrama von James Gray aus dem Jahr 2007.

## Handlung
Robert Grusinsky alias Bobby Green genießt das Leben als Geschäftsleiter eines angesagten Nachtclubs in New York in vollen Zügen, während sein Bruder Joseph bei der New Yorker Polizei in die Fußstapfen seines Vaters tritt. Nach einer Drogenrazzia in Bobbys Club kommt es zwischen den beiden sehr unterschiedlichen Brüdern zu einer Prügelei, bei der sich beide gegenseitig beleidigen und unausgesprochen auseinandergehen. Joseph, der bei der Razzia den Drogendealer Vadim Nezhinski absichtlich vorgeführt hat, wird kurze Zeit später vor seinem Haus niedergeschossen und schwer verletzt ins Krankenhaus eingeliefert. Als Bobby davon erfährt, erkennt er, für welche der beiden Seiten er sich entscheiden möchte und lässt sich darauf ein, als Lockvogel zu dienen. Er setzt sich mit Pavel Lubyarsky – Vadim Nezhinskis rechter Hand – in Verbindung, um etwas über ein anstehendes großes Drogengeschäft zu erfahren. In Vadim Nezhinskis Drogenküche fliegt Bobbys doppeltes Spiel auf und die Polizei kommt fast zu spät, um ihn zu retten. Bobby tötet Lubyarsky, wird selber schwer verletzt, Nezhinski wird festgenommen. Bobby wird in das Zeugenschutzprogramm aufgenommen und lebt fortan mit seiner Freundin Amada Juarez in ständig wechselnden Hotels.
Als eine Verlegung der beiden ansteht, werden sie von Bobbys ehemals bestem Freund Jumbo Falsetti verraten. Deputy Chief Albert Grusinsky – Bobbys und Josephs Vater – wird getötet. Von da an möchte Bobby zur Polizei, um aktiv an der Strafverfolgung der Mafiosi mitzuwirken. Seine Freundin kann die dauerhafte Angst nicht mehr ertragen und verlässt ihn.
Vadim Nezhinski, der bei einem Krankenhausbesuch fliehen konnte, wird nun das Hauptziel von Joseph und Bobby Grusinsky. Der Besitzer von Bobbys ehemaligen Club – Marat Buzhayev – ist Nezhinskis Onkel. Die Grusinsky-Brüder lassen Buzhayev beschatten. Der einzige Anhaltspunkt, den sie haben, ist dessen geplanter Ausflug mit seinen Enkelkindern zum Reitunterricht. Die Polizei lauert dort zu besagter Zeit und bekommt den Deal zwischen dem Clubbesitzer und anderen Dealern mit. Auch Vadim Nezhinski ist vor Ort. Die Polizei nimmt den Clubbesitzer Buzhayev fest und Vadim Nezhinski wird von Bobby getötet.
Am Ende des Films sind Joseph und Bobby zusammen in Polizeiuniform bei der Entlassung des Absolventenjahrgangs der New York Police Academy zu sehen. Bobby meint im Publikum Amada zu sehen, in der nächsten Szene stellt sich aber heraus, dass es eine andere Frau ist, die ihr nur ähnlich sieht.

## Kritiken
Der Film erhielt gemischte Kritiken. Rotten Tomatoes zählte 86 positive und 65 negative Rezensionen. Metacritic zählte 19 positive, 14 gemischte und keine negativen Veröffentlichungen. Auf der Seite der Internet Movie Database wurde bei 82.172 Nutzern die gewichtete Durchschnittsnote 6,8 von 10 ermittelt.
James Berardinelli schrieb auf ReelViews, die vielen Zufälle würden die Handlung schwer belasten, aber der Film sei ein wirkungsvolles Drama und biete genügend Spannung, damit das Publikum bis zum Abspann bleibe. Die Ereignisse der letzten 20 Minuten seien „relativ vorhersehbar“. Die Besetzung sei „stark“, aber es gebe keine bemerkenswerten Darstellungen.
Laut Rotten Tomatoes laute der Kritikerkonsens, dass „blasse Charaktere, klischeehafte Dialoge und eine wacklige Handlung [dafür] sorgen, dass We Own The Night sein Potenzial nie voll ausschöpft.“

## Auszeichnungen
James Gray wurde im Jahr 2007 für die Goldene Palme und im Jahr 2008 für den César nominiert. Der Film wurde 2008 für den Visual Effects Society Award nominiert.

## Hintergrund
Der Film, im New York des Jahres 1988 spielend, zeigt zu Beginn eine Reihe von Fotografien des Magnum-Fotografen Leonard Freed aus dessen Serie über die Arbeit des NYPDs in den 1970er Jahren, um in die Thematik des Lebens von Polizisten in New York einzuführen.
Helden der Nacht wurde in New York City, darunter im Paradise Movie Theatre in der Bronx, gedreht. Seine Produktionskosten betrugen schätzungsweise 21 Millionen US-Dollar. Der Film nahm an den Internationalen Filmfestspielen von Cannes 2007 als Wettbewerbsbeitrag teil.
Der Film kam am 12. Oktober 2007 in die US-amerikanischen Kinos und spielte dort rund 27,6 Millionen US-Dollar ein. In den deutschen Kinos startete er am 21. Februar 2008.